# Fumaria sepium
Fumaria sepium — вид квіткових рослин родини руткові (Fumariaceae).

## Опис
Стебла до 100 см. Листки часто з вусиками. Останні листки 1–7,5 × 1–3,5 мм, широко довгасті або зворотно-ланцетні. Квітки 10–14 мм, від білого до рожево-фіолетового кольору, з фіолетовим вершиною. Сім'янки 2–2.2(2,5) × 1,8–2(2,2) мм.

## Поширення
Країни поширення: Марокко, Португалія, Іспанія, Гібралтар. Росте в канавах і на пустирях, на кременистому ґрунті в прибережних районах.